# Jaume Alaquer i Reyes
Jaume Alaquer i Reyes (Maó, 1785 - L'Havana, 1823) fou un compositor i organista menorquí. Els ordes sagrats els va rebre a Madrid. Més endavant va anar cap a Cuba per ampliar els coneixements personals, on va morir poc després de la seva arribada, dia 12 de setembre de 1823. És considerat un pedagog i compositor de música eclesiàstica i d'escena.
Degut a la seva vocació religiosa es va ordenar sacerdot. Va rebre ensenyaments musicals del conegut alemany D. Carlos Erenesto Cook que residia a Maó. Era un músic de grans coneixements i expert en llengües i ciències i a la seva acadèmia es van formar els mateixos Alberti Orfila i Gómez de la Serna. Alaquer i Reyes va estudiar composició amb el reverent Josep Siquier.
Pel que fa a la música religiosa, al segle xviii la majoria d'esglésies i convents menorquins disposaven del seu propi orgue, i la música vocal estava també present de manera habitual a la litúrgia. Però el gran impuls pel que fa a la creació i difusió de la música més enllà de la lírica es va produir com a conseqüència de la construcció del nou orgue per a l'església de Santa Maria de Maó i que avui dia és considerat un dels orgues més importants d'Europa, per la seva bellesa escultural i valor musical. L'encàrrec es va fer a l'orguener suís Johann Kyburz, autor també de l'orgue de la Basílica de Santa Maria del Pi de Barcelona que es va cremar durant la guerra civil espanyola. El monumental orgue es va inaugurar l'any 1810, de mans de l'organista i compositor Jaume Alaquer i Reyes, de qui per cert es conserva una Missa de Requiem (1819) que va ser enregistrada en directe l'any 2000 (Produccions Blau) per l'Orquestra de Cambra Illa de Menorca i la Coral Sant Antoni de Maó sota la direcció de Joan Company, amb solistes com l'il·lustre baríton ciutadellenc Joan Pons. Aquesta obra és en Do menor per a 4 veus i orquestra i es conserva al fons musical de la Seu de Manresa.
Va compondre nombroses obres i destaquen algunes Misses per a orgue solista i a gran orquestra. Altres obres són La Oración de Jeremies, que es cantava durant d'Ofici de les Tenebres, la part de Jesús en el Cant de la Passió del Diumenge de Rams i Divendres Sant i uns Salms molt majestuosos i de gran bellesa. També va conrear amb èxit el gènere operístic. Una farsa lírica Il capello parlante i una òpera sèria La Vedova di Padiglia són les seves produccions més conegudes. Aquesta darrera es va estrenar al coliseu de Maó durant la temporada 1821-1822. El llibret era de D. Giovanni Palagi, Director de la companyia i notable arquitecte que va projectar i construir el Teatre de Maó. En la impremta de D. Pablo Fàbregues de Maó es va fer una impressió del llibret l'any 1822. La partitura completa d'aquesta obra es guarda a l'Arxiu Municipal de Maó i encara que no hi figuren els noms dels intèrprets en el dia de l'estrena, una nota senyala al tenor Signore De Bezzi per la part de Mendoza.